# Liste der Baudenkmäler in Volmerswerth
Die Liste der Baudenkmäler in Volmerswerth enthält die denkmalgeschützten Bauwerke auf dem Gebiet von Düsseldorf-Volmerswerth, Stadtbezirk 3, in Nordrhein-Westfalen. Diese Baudenkmäler sind in der Denkmalliste der Stadt Düsseldorf eingetragen; Grundlage für die Aufnahme ist das Denkmalschutzgesetz Nordrhein-Westfalen (DSchG NRW).

## Baudenkmäler
| Bild           | Bezeichnung   | Lage                | Beschreibung | Bauzeit                         | Eingetragen seit  | Denkmal- nummer |
| -------------- | ------------- | ------------------- | ------------ | ------------------------------- | ----------------- | --------------- |
| weitere Bilder | Wegekreuz     | Viehfahrtsweg Karte |              | 1794, Ende des 19. Jahrhunderts | 23. Dezember 1982 | A 297           |
| weitere Bilder | St. Dionysius | Volmarweg 3 Karte   |              | 1853–1855, 1865                 | 19. Dezember 1985 | A 856           |